# Junckerova komise

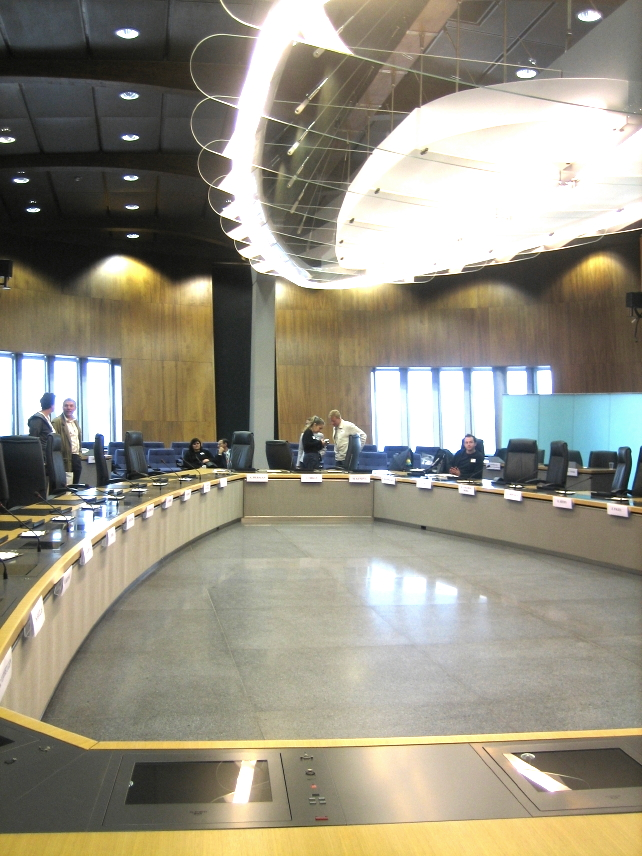
Evropská komise zasedá ve 13. podlaží paláce Berlaymont

Junckerova komise úřadovala jako komise Evropské unie od 1. listopadu 2014 do 30. listopadu 2019. Pětiletý mandát byl o měsíc prodloužen v důsledku   odmítnutí několika kandidátů z Rumunska, kde v říjnu 2019 padla vláda, do nastupující první komise Ursuly von der Leyenové.
Předsedou komise byl 15. července 2014 Evropským parlamentem zvolen lucemburský politik Jean-Claude Juncker. Do připravované komise poté po jednom zástupci nominoval každý z dvaceti osmi členských států. Komise začala úřadovat v listopadu 2019 a Juncker v čele nahradil Josého Manuela Barrosa, řídícího dvě komise během předchozích deseti let.
Ke schválení komise došlo 22. října 2014. Hlasování v Evropském parlamentu se zúčastnilo 699 poslanců, z nichž 423 se vyslovilo „pro“, 209 bylo „proti“ a 67 se „zdrželo“. Mezi své priority komise zařadila „dodržování fiskální disciplíny, tvorbu pracovních míst, snižování energetické náročnosti, výstavbu infrastruktury, podporu růst a podporu obnovitelných zdrojů.“ Také byla odhodlána řešit problém imigrace a usilovala o vytvoření jednotné energetické unie.

## Pozadí vzniku

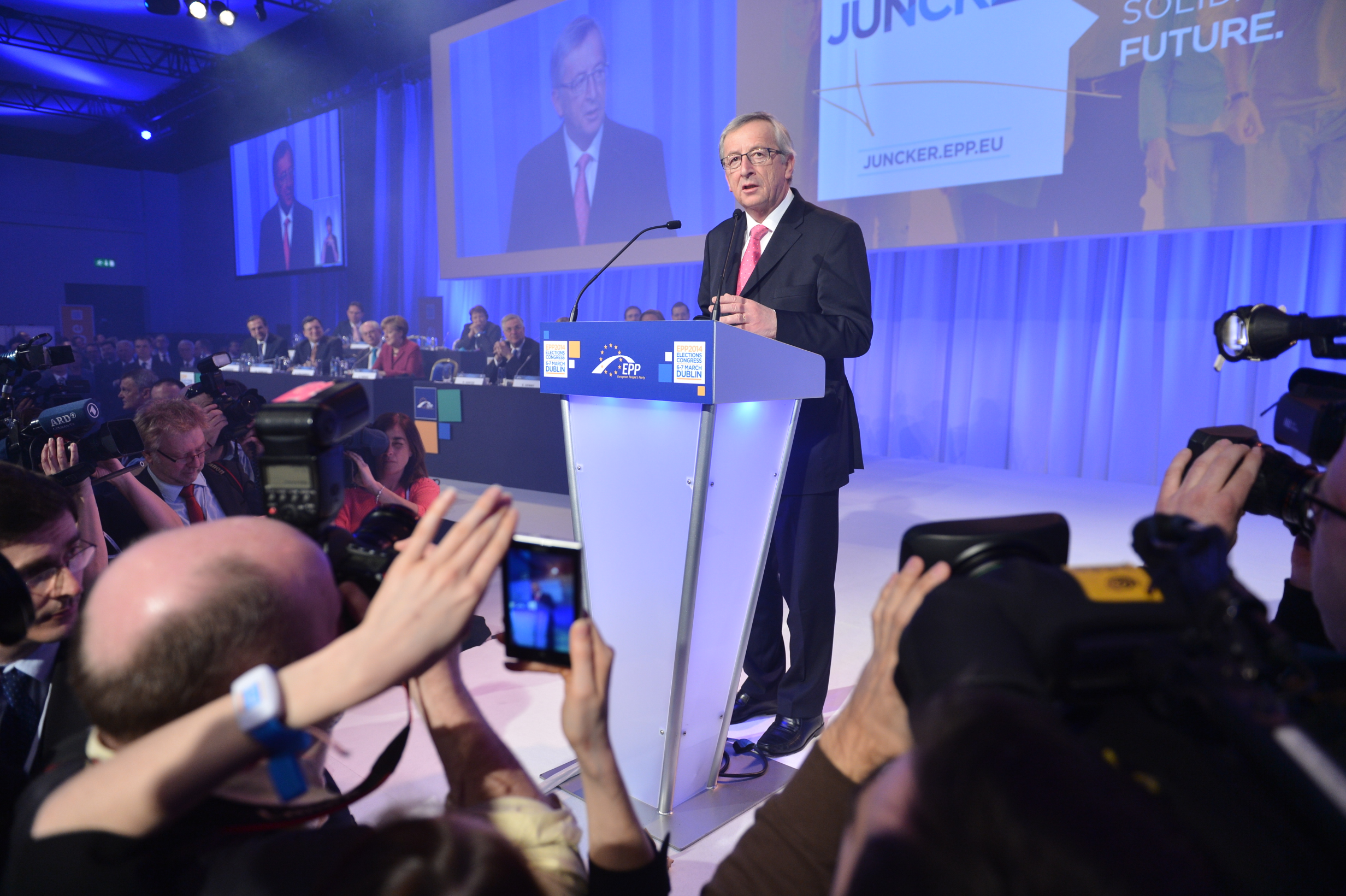
Junckerův projev na volebním kongresu Evropské lidové strany v březnu 2014

Během květnových europarlamentních voleb 2014 byl Juncker prezentován Evropskou lidovou stranou (EPP) jako kandidát na předsedu Evropské komise. Po volebním vítězství jej 27. června na tento post navrhla Evropská rada. Zvolení pak proběhlo 15. července Evropským parlamentem, když pro něj hlasovala většina 422 ze 729 poslanců.
Juncker vyhlásil desetibodový program agendy svého prezidentství, v níž podtrhl důraz na pracovní příležitosti a růst.
Původní slovinská kandidátka a odcházející premiérka Alenka Bratušeková, kterou nominovala vláda, v jejímž čele stála, měla získat portfolio pro energetickou unii a současně se stát místopředsedkyní komise. Její vystoupení před europoslanci však bylo nepřesvědčivé a členové příslušných výborů Evropského parlamentu kandidaturu velkou většinou odmítli. Nominantka získala jen 13 hlasů ve výborech pro životní prostředí a pro průmysl, výzkum a energetiku, zatímco proti hlasovalo 112 poslanců. Následně se komisařkou za Slovinsko stala Violeta Bulcová, která získala gesci dopravy a vesmíru.

## Komisaři dle stran
| Evropská strana                                | komisařů |
| ---------------------------------------------- | -------- |
| Evropská lidová strana (EPP)                   | 13/27    |
| Strana evropských socialistů (PES)             | 8/27     |
| Aliance liberálů a demokratů pro Evropu (ALDE) | 5/27     |
| žádná strana                                   | 1/27     |

## Členové
Komise byla tvořena předsedou a komisaři. Původně byla složena z 28 členů, z nichž 7 zastávalo posty místopředsedů. Počet se snížil po odchodu čtyř členů.
|                                                                              | Člen                  | portrét | portfolio                                                      | stát               | strana              |
| ---------------------------------------------------------------------------- | --------------------- | ------- | -------------------------------------------------------------- | ------------------ | ------------------- |
|                                                                              | Jean-Claude Juncker   |         | předseda                                                       | Lucembursko        | EPP v zemi: CSV     |
|                                                                              | Frans Timmermans      |         | 1. místopředseda                                               | Nizozemsko         | PES v zemi: PvdA    |
| lepší regulace, institucionální vztahy, vláda práva a charta základních práv | Frans Timmermans      |         |                                                                | Nizozemsko         | PES v zemi: PvdA    |
|                                                                              | Federica Mogheriniová |         | místopředsedkyně                                               | Itálie             | PES v zemi: PD      |
| zahraniční věci a bezpečnostní politika                                      | Federica Mogheriniová |         |                                                                | Itálie             | PES v zemi: PD      |
|                                                                              | Maroš Šefčovič        |         | místopředseda                                                  | Slovensko          | PES v zemi: SMER-SD |
| energetická unie                                                             | Maroš Šefčovič        |         |                                                                | Slovensko          | PES v zemi: SMER-SD |
|                                                                              | Jyrki Katainen        |         | místopředseda                                                  | Finsko             | EPP v zemi: KOK     |
| zaměstnanost, růst, investice a konkurenceschopnost                          | Jyrki Katainen        |         |                                                                | Finsko             | EPP v zemi: KOK     |
|                                                                              | Valdis Dombrovskis    |         | místopředseda                                                  | Lotyšsko           | EPP v zemi: Unity   |
| euro a sociální dialog, finanční stabilita, finanční služby a kapitálový trh | Valdis Dombrovskis    |         |                                                                | Lotyšsko           | EPP v zemi: Unity   |
|                                                                              | Věra Jourová          |         | spravedlnost, ochrana spotřebitele a otázky rovnosti pohlaví   | Česko              | ALDE v zemi: ANO    |
|                                                                              | Günther Oettinger     |         | rozpočet a lidské zdroje                                       | Německo            | EPP v zemi: CDU     |
|                                                                              | Pierre Moscovici      |         | hospodářské a měnové záležitosti, daně a celní unie            | Francie            | PES v zemi: PS      |
|                                                                              | Marianne Thyssenová   |         | zaměstnanost, sociální věci, dovednosti a pohyb pracovních sil | Belgie             | EPP v zemi: CD&V    |
|                                                                              | Johannes Hahn         |         | evropská sousedská politika a rozhovory o rozšíření            | Rakousko           | EPP v zemi: ÖVP     |
|                                                                              | Dimitris Avramopoulos |         | migrace a vnitřní záležitosti                                  | Řecko              | EPP v zemi: ND      |
|                                                                              | Vytenis Andriukaitis  |         | zdravotnictví a bezpečnost potravin                            | Litva              | PES v zemi: SDP     |
|                                                                              | Julian King           |         | bezpečnost unie                                                | Spojené království | žádná               |
|                                                                              | Elżbieta Bieńkowská   |         | vnitřní trh, průmysl, podnikání a malé a střední podniky       | Polsko             | EPP v zemi: PO      |
|                                                                              | Miguel Arias Cañete   |         | ochrana klimatu a energetika                                   | Španělsko          | EPP v zemi: PP      |
|                                                                              | Neven Mimica          |         | mezinárodní spolupráce a rozvoj                                | Chorvatsko         | PES v zemi: SDP     |
|                                                                              | Margrethe Vestagerová |         | hospodářská soutěž                                             | Dánsko             | ALDE v zemi: RV     |
|                                                                              | Violeta Bulcová       |         | doprava a vesmír                                               | Slovinsko          | ALDE v zemi: SMC    |
|                                                                              | Cecilia Malmströmová  |         | obchod                                                         | Švédsko            | ALDE v zemi: FP     |
|                                                                              | Karmenu Vella         |         | životní prostředí, námořní záležitosti a rybolov               | Malta              | PES v zemi: PL      |
|                                                                              | Tibor Navracsics      |         | školství, kultura, mládež a občanství                          | Maďarsko           | EPP v zemi: Fidesz  |
|                                                                              | Carlos Moedas         |         | výzkum, věda a inovace                                         | Portugalsko        | EPP v zemi: PSD     |
|                                                                              | Phil Hogan            |         | zemědělství a rozvoj venkova                                   | Irsko              | EPP v zemi: FG      |
|                                                                              | Christos Stylianides  |         | humanitární pomoc a krizové řízení                             | Kypr               | EPP v zemi: DISY    |

## Předčasná ukončení v komisi
Členové, kteří opustili komisi před uplynutím jejího mandátu.
| Člen                                                             | portrét                  | portfolio                                            | stát               | strana                     |
| ---------------------------------------------------------------- | ------------------------ | ---------------------------------------------------- | ------------------ | -------------------------- |
| Andrus Ansip od 1. listopadu 2014 do 1. července 2019            |                          | místopředseda                                        | Estonsko           | ALDE v zemi: reformní      |
| Andrus Ansip od 1. listopadu 2014 do 1. července 2019            | digitální trh            |                                                      | Estonsko           | ALDE v zemi: reformní      |
| Corina Crețuová od 1. listopadu 2014 do 1. července 2019         |                          | regionální politika                                  | Rumunsko           | PES v zemi: PSD            |
| Kristalina Georgievová od 1. listopadu 2014 do 31. prosince 2016 |                          | místopředsedkyně                                     | Bulharsko          | EPP v zemi: nezávislá      |
| Kristalina Georgievová od 1. listopadu 2014 do 31. prosince 2016 | rozpočet a lidské zdroje |                                                      | Bulharsko          | EPP v zemi: nezávislá      |
| Jonathan Hill od 1. listopadu 2014 do 15. července 2016          |                          | finanční stabilita, finanční služby a kapitálový trh | Spojené království | AECR v zemi: Konzervativci |

## Projektové týmy
Komise byla strukturovaná do tzv. projektových týmů, sestavených z komisařů podle jejich portfolií. Každou skupina řídil jeden z místopředsedů komise. Vedle stálých členů týmů se na řešení problémů mohli přechodně podílet i další komisaři, pokud úkol spadal do gesce jejich působnosti. První místopředseda Timmermans dohlížel na činnost všech komisařů.
Níže je výčet pěti projektových týmů.

### Spojený jednotný digitální trh
místopředseda
Andrus Ansip
členové
Elżbieta Bieńkowská
Corina Crețuová
Phil Hogan
Věra Jourová
Pierre Moscovici
Günther Oettinger
Marianne Thyssenová
Vytenis Andriukaitis
Carlos Moedas
Tibor Navracsics
Margrethe Vestagerová

### Hlubší a spravedlivější ekonomika a měnová unie
místopředseda
Valdis Dombrovskis
členové
Elżbieta Bieńkowská
Corina Crețuová
Věra Jourová
Pierre Moscovici
Tibor Navracsics
Marianne Thyssenová

### Nová podpora práce, růstu a investic
místopředseda
Jyrki Katainen
členové
Elżbieta Bieńkowská
Miguel Arias Cañete
Corina Crețuová
Jonathan Hill
Pierre Moscovici
Günther Oettinger
Violeta Bulcová
Marianne Thyssenová
Vytenis Andriukaitis
Dimitris Avramopoulos
Johannes Hahn
Phil Hogan
Věra Jourová
Cecilia Malmströmová
Carlos Moedas
Tibor Navracsics
Karmenu Vella
Margrethe Vestagerová

### Pružná energetická unie s prozíravou politikou při změně klimatu
místopředseda
Maroš Šefčovič
členové
Elżbieta Bieńkowská
Miguel Arias Cañete
Corina Crețuová
Phil Hogan
Karmenu Vella
Carlos Moedas
Violeta Bulcová
Věra Jourová
Cecilia Malmströmová
Günther Oettinger
Pierre Moscovici
Marianne Thyssenová
Margrethe Vestagerová

### Silnější globální hráč
místopředsedkyně
Federica Mogheriniová
členové
Johannes Hahn
Cecilia Malmströmová
Neven Mimica
Christos Stylianides
Dimitris Avramopoulos
Miguel Arias Cañete
Violeta Bulcová